# Список європейських фондових бірж
Це список європейських фондових бірж.
В Європі розміщуються дві головні пан'європейські біржі:
- Euronext. Штаб-квартира біржі знаходиться в Парижі. Була заснована в результаті злиття Брюссельської, Паризької, Амстердамської, Португальської бірж і біржі LIFFE. Є другим по величині фондовим ринком в Європі (а разом з NYSE Group утворює першу глобальну біржу).
- NASDAQ OMX. Найменування бірж, що входять до складу NASDAQ OMX Group, позначені зеленим кольором,

| Найменування фондової біржі           | Країна               | Місто           | Рік заснування | Лістинг | Вебсайт                                                                    |
| ------------------------------------- | -------------------- | --------------- | -------------- | ------- | -------------------------------------------------------------------------- |
| Віденська фондова біржа               | Австрія              | Відень          | 1771           | 150     | www.wienerborse.at [Архівовано 22 серпня 2017 у Wayback Machine.]          |
| Бакінська фондова біржа               | Азербайджан          | Баку            | 2000           |         | www.bfb.az [Архівовано 29 вересня 2018 у Wayback Machine.]                 |
| Білоруська валютно-фондова біржа      | Білорусь             | Мінськ          |                |         | www.bcse.by [Архівовано 31 жовтня 2007 у Wayback Machine.]                 |
| Euronext Brussels                     | Бельгія              | Брюссель        | 1998           |         | www.euronext.com [Архівовано 3 червня 2017 у Wayback Machine.]             |
| Болгарська фондова біржа - Софія      | Болгарія             | Софія           | 1997           |         | www.bse-sofia.bg [Архівовано 25 квітня 2016 у Wayback Machine.]            |
| Баня-Лукська фондова бржа             | Боснія і Герцеговина | Баня-Лука       | 2001           |         | www.blberza.com                                                            |
| Сараєвська фондова біржа              | Боснія і Герцеговина | Сараєво         | 2001           |         | www.sase.ba                                                                |
| Будапештська фондова біржа            | Угорщина             | Будапешт        | 1864           |         | www.bse.hu [Архівовано 4 квітня 2016 у Wayback Machine.]                   |
| Лондонська фондова біржа              | Велика Британія      | Лондон          | 1801           | 2800    | www.londonstockexchange.com [Архівовано 31 грудня 2008 у Wayback Machine.] |
| Берлінська фондова біржа              | Німеччина            | Берлін          | 1685           |         | www.berlinerboerse.de [Архівовано 10 грудня 2006 у Wayback Machine.]       |
| Бременська фондова біржа              | Німеччина            | Бремен          |                |         |                                                                            |
| Гамбурзька фондова біржа              | Німеччина            | Гамбург         | 1558           |         | www.hamburger-boerse.de [Архівовано 10 червня 2016 у Wayback Machine.]     |
| Гамбург-Ганноверська фондова біржа    | Німеччина            | Ганновер        |                |         | www.boersenag.de [Архівовано 10 березня 2022 у Wayback Machine.]           |
| Дюссельдорфська фондова біржа         | Німеччина            | Дюссельдорф     |                |         | www.boerse-duesseldorf.de [Архівовано 25 квітня 2016 у Wayback Machine.]   |
| Вірменська фондова біржа              | Вірменія             | Єреван          | 2001           |         | www.nasdaqomx.am [Архівовано 19 липня 2012 у Wayback Machine.]             |
| Мюнхенська фондова біржа              | Німеччина            | Мюнхен          | 1830           |         | www.boerse-muenchen.de [Архівовано 25 червня 2016 у Wayback Machine.]      |
| Франкфуртська фондова біржа           | Німеччина            | Франкфурт       | 1585           |         | deutsche-boerse.com                                                        |
| Штутгартська фондова біржа            | Німеччина            | Штутгарт        |                |         | www.boerse-stuttgart.de [Архівовано 22 квітня 2016 у Wayback Machine.]     |
| Гібралтарська фондова біржа           | Гібралтар            | Гібралтар       | 2006           |         | www.gsx.gi                                                                 |
| Афінська фондова біржа                | Греція               | Афіни           |                |         | www.ase.gr                                                                 |
| Thessaloniki Stock Exchange Center    | Греція               | Салоніки        | 1995           |         | www.tsec.ase.gr                                                            |
| Грузинська фондова біржа              | Грузія               | Тбілісі         | 1999           | 261     | www.gse.ge [Архівовано 8 серпня 2007 у Wayback Machine.]                   |
| Копенгагенська фондова біржа          | Данія                | Копенгаген      |                |         | www.nasdaqomxnordic.com [Архівовано 29 вересня 2020 у Wayback Machine.]    |
| Італійська фондова біржа              | Італія               | Мілан           | 1997           |         | www.borsaitaliana.it [Архівовано 30 квітня 2016 у Wayback Machine.]        |
| Ірландська фондова біржа              | Ірландія             | Дублін          |                |         | www.ise.ie [Архівовано 27 вересня 2007 у Wayback Machine.]                 |
| Ісландська фондова біржа              | Ісландія             | Рейк'явік       |                |         | www.nasdaqomxnordic.com [Архівовано 29 вересня 2020 у Wayback Machine.]    |
| Барселонська фондова біржа            | Іспанія              | Барселона       |                |         | www.borsabcn.es [Архівовано 21 грудня 2018 у Wayback Machine.]             |
| Фондова біржа Більбао                 | Іспанія              | Більбао         |                |         | www.bolsabilbao.es [Архівовано 29 грудня 2018 у Wayback Machine.]          |
| Мадридська фондова біржа              | Іспанія              | Мадрид          | 1831           |         | www.bolsamadrid.es                                                         |
| Валенсійська фондова біржа            | Іспанія              | Валенсія        |                |         | www.bolsavalencia.es [Архівовано 10 листопада 2018 у Wayback Machine.]     |
| Казахстанская фондовая биржа          | Казахстан            | Алмати          | 1993           |         | www.kase.kz [Архівовано 28 грудня 2017 у Wayback Machine.]                 |
| Кіпрська фондова біржа                | Кіпр                 | Нікосія         | 1996           |         | www.cse.com.cy                                                             |
| Ризька фондова біржа                  | Латвія               | Рига            |                |         | www.nasdaqomxbaltic.com [Архівовано 28 лютого 2009 у Wayback Machine.]     |
| Вільнюська фондова біржа              | Литва                | Вільнюс         |                |         | www.nasdaqomxbaltic.com [Архівовано 28 лютого 2009 у Wayback Machine.]     |
| Люксембурзька фондова біржа           | Люксембург           | Люксембург      | 1927           |         | www.bourse.lu [Архівовано 15 грудня 2018 у Wayback Machine.]               |
| Македонська фондова біржа             | Північна Македонія   | Скоп'є          | 1995           |         | www.mse.org.mk [Архівовано 7 травня 2012 у Wayback Machine.]               |
| Мальтійська фондова біржа             | Мальта               | Валлетта        |                |         | www.borzamalta.com.mt [Архівовано 23 квітня 2016 у Wayback Machine.]       |
| Фондова біржа Молдови                 | Молдова              | Кишинів         | 1994           |         | www.moldse.md [Архівовано 25 квітня 2016 у Wayback Machine.]               |
| Euronext Amsterdam                    | Нідерланди           | Амстердам       |                |         | www.euronext.com [Архівовано 3 червня 2017 у Wayback Machine.]             |
| Фондова біржа Осло                    | Норвегія             | Осло            |                |         | www.oslobors.no [Архівовано 8 січня 2007 у Wayback Machine.]               |
| Channel Islands Stock Exchange        | Нормандські острови  | Гернсі          | 1987           | 1000    | www.cisx.com [Архівовано 13 червня 2007 у Wayback Machine.]                |
| Варшавська фондова біржа              | Польща               | Варшава         | 1991           | 275     | www.gpw.pl                                                                 |
| Euronext Lisbon                       | Португалія           | Лісабон         |                |         | www.euronext.com [Архівовано 3 червня 2017 у Wayback Machine.]             |
| Московська біржа                      | Росія                | Москва          | 1992           |         | www.moex.com [Архівовано 23 квітня 2016 у Wayback Machine.]                |
| Сибірська міжбанківська валютна біржа | Росія                | Новосибірськ    | 1992           |         | www.sicex.ru                                                               |
| ТОВ "Санкт-Петербурзька біржа"        | Росія                | Санкт-Петербург | 1997           |         | www.spbex.ru [Архівовано 6 жовтня 2006 у Wayback Machine.]                 |
| Московська фондова біржа              | Росія                | Москва          | 1998           |         | www.mse.ru [Архівовано 25 березня 2022 у Wayback Machine.]                 |
| Бухарестська фондова біржа            | Румунія              | Бухарест        |                |         | www.bvb.ro [Архівовано 15 березня 2021 у Wayback Machine.]                 |
| Rasdaq                                | Румунія              | Бухарест        | 1996           |         | www.rasd.ro                                                                |
| Фондова біржа Сібіу                   | Румунія              | Сібіу           | 1997           |         | www.sibex.ro                                                               |
| Белградська фондова біржа             | Сербія               | Белград         |                |         | www.belex.rs                                                               |
| Братиславська фондова біржа           | Словаччина           | Братислава      | 1991           |         | www.bsse.sk                                                                |
| Люблянська фондова біржа              | Словенія             | Любляна         | 1989           |         | www.ljse.si [Архівовано 23 квітня 2016 у Wayback Machine.]                 |
| Стамбульська фондова біржа            | Туреччина            | Стамбул         | 1985           |         | www.ise.org                                                                |
| Фондова біржа ПФТС                    | Україна              | Київ            | 1995           |         | www.pfts.com [Архівовано 25 лютого 2022 у Wayback Machine.]                |
| Українська біржа                      | Україна              | Київ            | 2008           |         | ux.ua [Архівовано 21 квітня 2016 у Wayback Machine.]                       |
| Українська фондова біржа              | Україна              | Київ            | 1991           |         | www.ukrse.kiev.ua                                                          |
| Фарерський ринок цінних паперів       | Фарерські острови    | Торсхавн        |                |         | vmf.fo [Архівовано 13 жовтня 2017 у Wayback Machine.]                      |
| Фондова біржа Гельсінкі               | Фінляндія            | Гельсінкі       |                |         | www.nasdaqomxnordic.com [Архівовано 29 вересня 2020 у Wayback Machine.]    |
| Euronext Paris                        | Франція              | Париж           |                |         | www.euronext.com [Архівовано 3 червня 2017 у Wayback Machine.]             |
| Загребська фондова біржа              | Хорватія             | Загреб          | 1991           |         | www.zse.hr [Архівовано 25 квітня 2016 у Wayback Machine.]                  |
| Чорногорська фондова біржа            | Чорногорія           | Подгориця       | 1993           |         | www.montenegroberza.com [Архівовано 29 листопада 2015 у Wayback Machine.]  |
| New Securities Exchange Montenegro    | Чорногорія           | Подгориця       | 2001           |         | www.nex.cg.yu                                                              |
| Празька фондова біржа                 | Чехія                | Прага           | 1992           |         | www.pse.cz [Архівовано 8 жовтня 2014 у Wayback Machine.]                   |
| Швейцарська біржа                     | Швейцарія            | Цюрих           | 1850           |         | www.six-swiss-exchange.com [Архівовано 12 січня 2022 у Wayback Machine.]   |
| Бернська біржа                        | Швейцарія            | Берн            | 1888           |         | www.bernerboerse.ch                                                        |
| Стокгольмська фондова біржа           | Швеція               | Стокгольм       |                |         | www.nasdaqomxnordic.com [Архівовано 29 вересня 2020 у Wayback Machine.]    |
| Таллінська фондова біржа              | Естонія              | Таллін          | 1995           |         | www.nasdaqomxbaltic.com [Архівовано 28 лютого 2009 у Wayback Machine.]     |